# Arras Film Festival 2023
La 24e édition du Arras Film Festival 2023 se déroule du 3 au 12 novembre 2023 dans la commune d'Arras, département du Pas-de-Calais.

## Déroulement et faits marquants
Le 12 novembre 2023, le palmarès est dévoilé : le film Holly de Fien Troch remporte l'Atlas d'or du meilleur film. L'Atlas d'argent de la mise en scène est remis à Hesitation Wound de Selman Nacar,.

## Jury

### Jury Atlas
- Dominik Moll, réalisateur (président du jury)
- Lucie Debayet, actrice
- Solène Rigot, actrice
- Laurent Capelluto, acteur
- Laurent Poitrenaux, acteur

## Sélection

### Compétition européenne
- Blaga's Lessons de Stephan Komandarev  Bulgarie
- Hesitation Wound de Selman Nacar  Turquie
- Holly de Fien Troch  Belgique
- Let the River Flow de Ole Giæver  Norvège
- Libertate de Tudor Giurgiu  Roumanie
- Slow (Tu man nieko neprimen) de Marija Kavtaradze  Lituanie
- Solitude de Ninna Palmadottir  Islande
- Stella, une vie allemande (Stella. Ein Leben.) de Kilian Riedhof  Allemagne
- Witout Air de Katalin Moldovai  Hongrie

## Palmarès

### Compétition
- Atlas d'or du meilleur film : Holly de Fien Troch
- Atlas d'argent de la mise en scène : Hesitation Wound de Selman Nacar
- Prix du public : Witout Air de Katalin Moldovai
- Prix de la critique : Libertate de Tudor Giurgiu
- Prix regards jeunes : Slow (Tu man nieko neprimen) de Marija Kavtaradze